# Metoxi-izoflavon
A metoxi-izoflavon izom- és csontépítésre előállított anabolikus szteroid. Egy 1979-es USA-szabadalomban a kifejlesztők azt állítják, hogy az anabolikus szernek nincs mellékhatása sem a férfi (androgén), sem a női (ösztrogén) nemi hormonokra.

## Állattenyésztés
A „Methoxy” gyorsan népszerű lett az állattenyésztők körében, mert rövid idő alatt jelentős izomnövekedést okoz az állatokban. 30 nap alatt a metoxi-izoflavon okozta átlagos súlynövekedés 8–15% volt borjú, 7–10% tehén, 8–20% baromfi és 10–20% nyúl esetén, és a növekmény legnagyobb része sovány húsban jelentkezett. Szakértők azt állítják, hogy jelenleg ez a leghatékonyabb anabolikus szer. Mi több, a szabadalom azt is állítja, hogy nincs sem androgén, sem májkárosító mellékhatása.

## Testépítés
Az utóbbi időben a metoxi-izoflavon a testépítők elsőként választott táplálékkiegészítője lett.
Tanulmányok szerint jelentősen javítja az emberi fehérjefelhasználást. Néhány heti használat után 2–3 kg izomnövekedésről számoltak be, továbbá jelentős mértékű kalcium-, foszfor-, nátrium- és nitrogénvisszatartásról. Más tanulmányok az egyik fontos stresszhormon, a kortizon hatásának jelentős csökkenéséről írnak.
Étvágycsökkentő hatása is van idegrendszeri mellékhatások nélkül, továbbá csökkenti a koleszterinszintet.